# Mistrzostwa Polski w piłce siatkowej mężczyzn (1947)
Mistrzostwa Polski w piłce siatkowej mężczyzn 1947 – 12. edycja rozgrywek o mistrzostwo Polski w piłce siatkowej mężczyzn. Rozgrywki miały formę turnieju rozgrywanego w Warszawie.

## Klasyfikacja końcowa
| Miejsce | Drużyna                |
| ------- | ---------------------- |
| 1.      | AZS Warszawa           |
| 2.      | AZS Łódź               |
| 3.      | YMCA Gdańsk            |
| 4.      | WKS Lublinianka        |
| 5.      | YMCA Łódź              |
| 6.      | Zjednoczenie Bydgoszcz |
| 7.      | AZS Wrocław            |
| 8.      | ZZS Olsza Kraków       |